# Leonard Danilewicz
Leonard Stanisław Danilewicz (ur.  w Sosnowcu, 8 lutego 1903 w Noworosyjsku, zm. 14 sierpnia 1976) – polski inżynier, wynalazca, starszy brat Ludomira Danilewicza. Przed II wojną światową był współwłaścicielem Wytwórni Radiotechnicznej AVA w Warszawie. W zakładzie tym opracowywano i produkowano sprzęt specjalny dla wojska, policji, straży granicznej i.in., a także wyposażenie radiowe dla Biura Szyfrów sztabu generalnego WP, produkowano też „sobowtóry” niemieckiej maszyny szyfrującej "Enigma".

## Praca dla polskiego wywiadu przed II wojną
Leonard był utalentowanym konstruktorem urządzeń radiowych, wystąpił też z pomysłem wykorzystania w łączności radiowej zmiennych częstotliwości. W 1929 roku przedstawił Sztabowi Generalnemu urządzenie do przesyłania treści drogą radiową, szyfrowanych poprzez ciągłe zmiany częstotliwości nadajnika. Komisja sztabowa przyznała mu nagrodę w wysokości 5000 zł za prototyp.

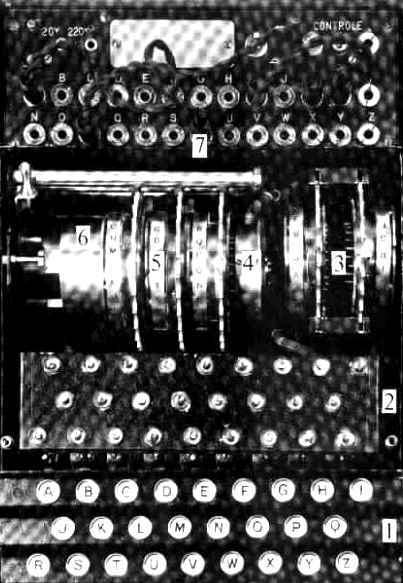
W polskiej wersji Enigmy klawisze (1), lampy (2) i styki (7) były ułożone alfabetycznie, odmiennie do oryginalnego układu QWERTZ

Leonard Danilewicz brał udział w skonstruowaniu cyklometru i bomby Rejewskiego oraz polskiej wersji Enigmy.
Współzałożycielami spółki AVA byli: starszy brat Leonarda, Ludomir Danilewicz oraz Edward Fokczyński i Antoni Palluth, oficer Sztabu Głównego WP, który został jej dyrektorem.  Spółkę założono w 1928 roku, jej nazwa powstała z połączenia znaków wywoławczych Pallutha (TPVA) i studiujących na Politechnice Warszawskiej braci Danilewiczów (TPAV), którzy byli pasjonatami krótkofalarstwa. Głównym konstruktorem Wytwórni AVA został inż. Tadeusz Heftman

## Po wrześniu 1939
Po agresji Niemiec na Polskę w czasie wojny obronnej 1939 przedostał się wraz z innymi pracownikami Biura Szyfrów do Wielkiej Brytanii, zamieszkał w londyńskiej dzielnicy Ruislip. W 1964 roku uzyskał amerykański patent na urządzenie nazwane rotary converter, służące do przeliczania kursów walut i innych wartości, np. centymetrów na cale.

## Po 1945
Od października 1972 mieszkał w polskim osiedlu w miejscowości Penrhos w Walii, został pochowany na cmentarzu w  Pwllheli (sektor BI, gr.33).

## Radiowa łączność zmiennych częstotliwości współcześnie
Obecnie w radiokomunikacji powszechnie stosowana jest metoda zmiany częstotliwości sygnału (FHSS) przez nadajnik i odbiornik, które w określonych cyklach zmieniają częstotliwość nośną. Pozwala to na jednoczesną pracę wielu systemów w tym samym paśmie częstotliwości. Przełączanie sygnału z bardziej używanych częstotliwości na mniej zajęte pozwala na zmniejszenie prawdopodobieństwa wystąpienia zakłóceń, spowodowanych przez interferencje spowodowane przez fale radiowe generowane przez inne nadajniki. Zasada ta działa na przykład w sieciach GSM, które wykorzystują FHSS do zmniejszenia ryzyka zakłócania (wystąpienia interferencji fal radiowych o wspólnych częstotliwościach) sygnału transmitowanego pomiędzy nadawcą a stacją bazową (BTS). Wariantem systemu FHSS jest metoda AFH (Adaptive Frequency-hopping spread spectrum), stosowana w technologii Bluetooth.